# المسجد الأحمر (تومسك)
المسجد الأحمر هو أحد المساجد في مدينة تومسك بروسيا، بُني في عام 1904.

## تاريخ
تم بناء المسجد ما بين سنتي 1901 و1904. في عام 1907، تم بناء مدرسة بجانب مبنى المسجد.
في عام 1931، تم إغلاق المسجد.
تمّ افتتاح المسجد عام 2002. وفي ديسمبر 2014، اكتمل ترميم المسجد.
في مارس 2015، جرت مراسم افتتاح المبنى، وحضر الافتتاح وفود من جمهورية الشيشان، وممثلين عن سلطات منطقة تومسك.

## صور

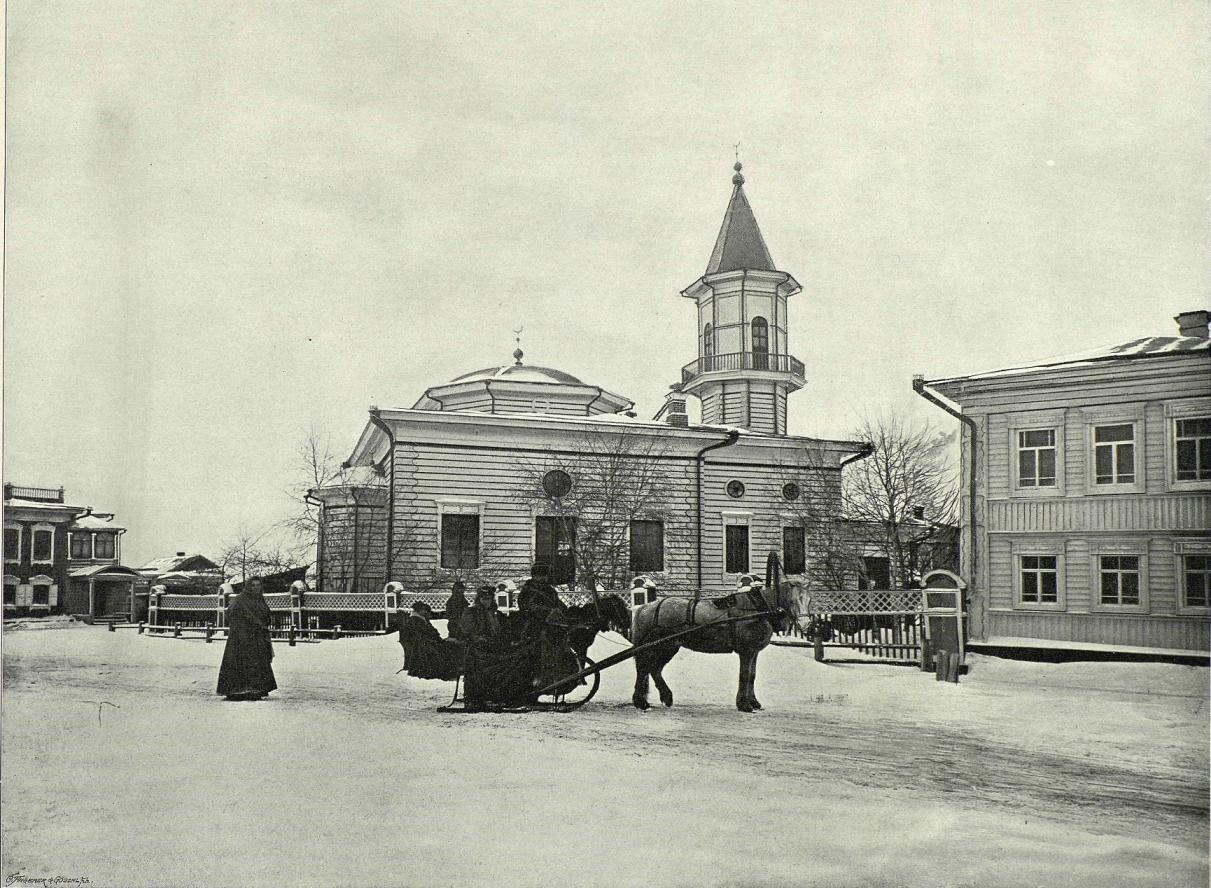
المسجد سنة 1899
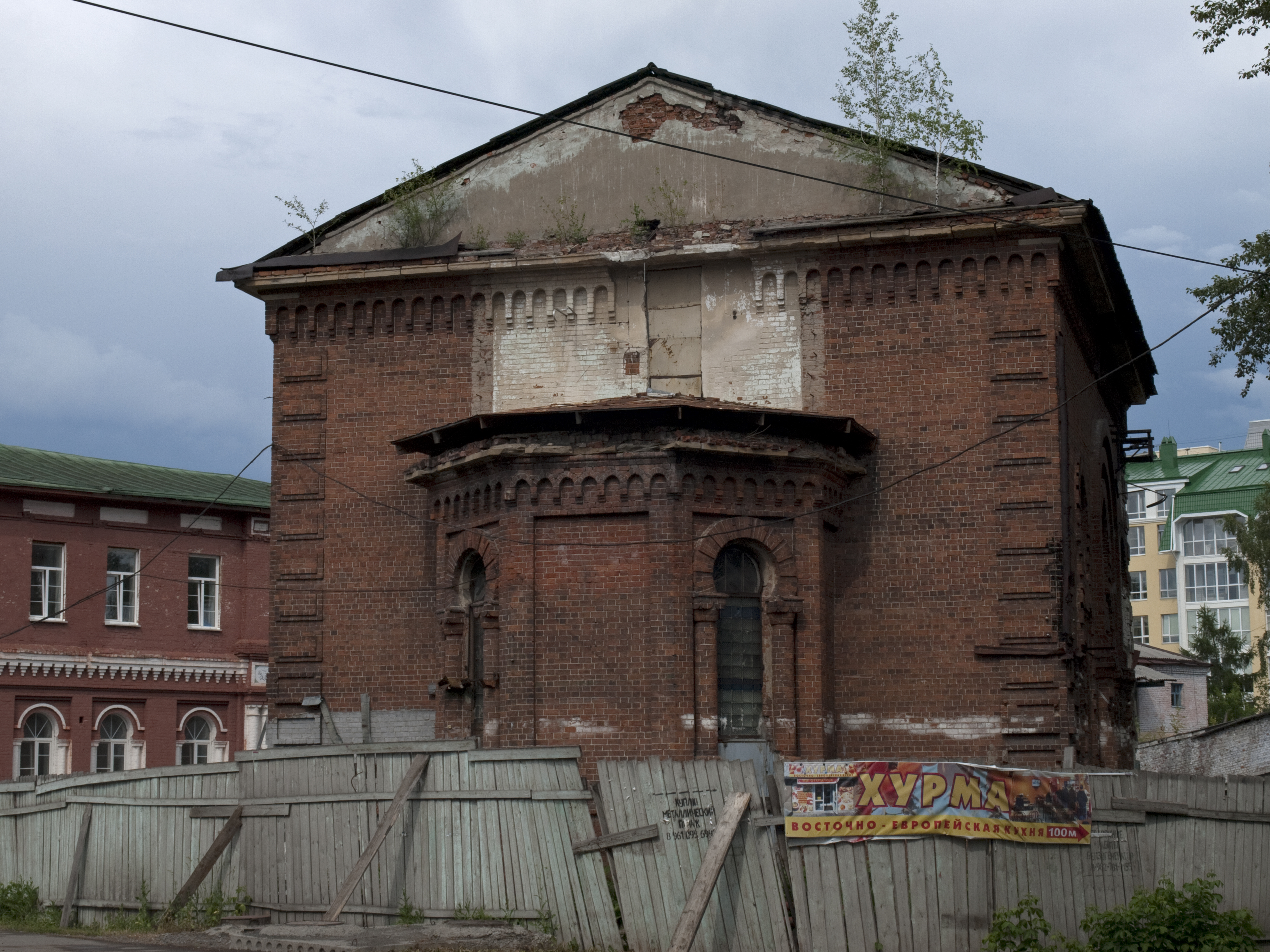
المسجد سنة 2011